# Polychrysia intersecta
Polychrysia intersecta är en fjärilsart som beskrevs av Huggins 1952. Polychrysia intersecta ingår i släktet Polychrysia och familjen nattflyn. Inga underarter finns listade i Catalogue of Life.